# 今日までそして明日から (曲)
「今日までそして明日から」（きょうまでそしてあしたから）は、よしだたくろう（現・吉田拓郎）の楽曲で、3枚目のシングル。1971年7月21日にCBSソニー（現・ソニー・ミュージックレコーズ）から発売。

## 解説
CBSソニーに移籍して初のシングルである。宣伝活動がままならず売上も芳しくなかったが、ステージで人気が出始めた。
1972年の映画『旅の重さ』、2001年のアニメ映画『クレヨンしんちゃん 嵐を呼ぶ モーレツ!オトナ帝国の逆襲』、2016年のサントリーボスCM『地球調査シリーズ おまわりさん篇』、2017年の映画『恋妻家宮本』などに使用された。
1996年に発売されたシングル「遥かなる」のカップリングとアルバム『感度良好 波高し』にて瀬尾一三のアレンジでセルフカバーされた。
B面の「ともだち」は、『よしだたくろう オン・ステージ ともだち』に収録されている。シングル・ヴァージョンはアルバムと違い、観客の拍手が入る前にフェードアウトで曲が終了している。
なぜ「わたしは今日まで生きてきました」ではなく、「わたしは今日まで生きてみました」なのか等、禅問答のような歌詞である。
旧広島商科大学在学中に本作を制作したことから、2008年8月3日に母校の後継大学に当たる広島修道大学に本曲の歌碑が建立された。拓郎関連の歌碑は、北海道えりも町の「襟裳岬」、鹿児島市谷山中央一丁目の「夏休み」と全国に三つある。

## 評価
吉田拓郎の代表曲として知られるが、発売された1971年の読売新聞文化部の大沼正によるレコード評では「"時にはだれかの力をかりて" "今日まで生きてみました"なんてさっぱり分からない。若者のちょっぴりした感慨を並べただけじゃないか、という気がする。よしだはフォーク界では、かなり通ってるらしいがこの歌に限り岡林や高石とはほど遠い。メロディもなく、歌にもなっていず、なによりフォークの持つ風刺やユーモアが欠けている。ボブ・ディラン近くは浅川マキを聞き直すべきだ」と言われている。
当時のパチンコ店のBGMは歌謡曲が定番だったが、この曲はパチンコ店でも流れ、フォークがパチンコ店でも流れたことは、当時としてはショッキングな出来事だった。拓郎たちフォークシンガー/シンガーソングライターは、自分たちを「こっち側」、分業体制により作られる歌謡曲を「あっち側」と呼んで、従来の芸能界との違いを盛んにアピールしていたため、「こっち側」のものであった筈のフォークが「あっち側」でも認められたという、フォークファンにとってはある種の裏切られた感覚を持った。"これこそはと信じれるものがこの世にあるだろうか"と歌った男が、パチンコ店のBGMから"明日からもこうして生きて行くだろうと""どこでどう変わってしまうか そうですわからないまま生きて行く明日からのそんな私です"と語りかける。あまりにもあからさまに「時代」と「生きざま」を聴き手の眼前に提示した。拓郎はこの行為に対する自身のポジションを「結婚しようよ」「旅の宿」で明確にする。 
中学生の頃から拓郎ファンという柴門ふみは「人生の応援歌として聴き続けている。それまでのフォークソングとは違って絵空事ではないリアリティのある歌詞に、私たち若者の心はストレートに鷲掴みにされました。『今日までそして明日から』は、今日まで生きてみたけれど結局、人生は分からない、という内容の歌で、でも、『わからないまま生きて行く』と歌っています。一見投げやりのように聴こえますが、これも拓郎さんなりのリアリティある結論なんだと受け止めています。今でも何か行き詰まった時にこの曲を聴いているのは、拓郎さんの教えてくれた人生訓が、今の私の心の中にもしっかり響いているからだと思っています」などと話している。

## 収録曲
- 全作詞・作曲・編曲：吉田拓郎

Side:A
1. 今日までそして明日から（3分2秒）

Side:B
1. ともだち（4分0秒）

## 吉田拓郎のアルバムでの収録
- 青春の詩（1970年）
- よしだたくろう オン・ステージ ともだち (1971年) (B面：ともだち)
- 感度良好 波高し（1996年）
- TAKURO TOUR 1979（1979年）
- 豊かなる一日（2004年）
- 18時開演〜TAKURO YOSHIDA LIVE at TOKYO INTERNATIONAL FORUM〜（2009年）
- 吉田拓郎ライブ コンサート・イン・つま恋'75（2012年）
- 吉田拓郎 LIVE 2012（2012年）
- 吉田拓郎 LIVE 2014（2014年）
- 吉田拓郎 LIVE 2016（2016年）
- MELODY TAKURO（1988年：インスト）

## 表題曲のカバー
- 杉田二郎
- ZOO （1994年、『ZOO PALAST』  収録）
- Cocco（2006年、NHK『飛び出せ!定年』テーマソング、アルバム未収録）
- 和田アキ子（2006年、『今日までそして明日から』 収録）
- クミコ（2007年、『十年』 収録）
- 加藤いづみ（2008年、『favorite』収録）
- トワ・エ・モワ（2008年、『FOLK SONGS』収録）
- 中村あゆみ（2010年、『VOICEIII』 収録）
- 奥田民生（2012年、『ひとり股旅スペシャル@厳島神社』DVD収録）
- 奥田民生（2017年、『今日までそして明日からも、吉田拓郎 tribute to TAKURO YOSHIDA』収録）
- LoVendoЯ（2013年、『ラベンダー カバー The ROCK』収録）
- 映画「恋妻家宮本」キャスト（2016年、同名の映画サウンドトラックに収録）
- 丸本莉子（2018年、『COVER SONGS』収録）